# 陈明月 (模特)
陈明月（1984年11月15日—）浙江省台州市三门县小雄镇南岙陈村人，原为知名模特儿，台州娱乐界宠儿，浙江卫视《爱情连连看》节目女嘉宾。
后因2012年1月24日凌晨醉酒驾驶宝马车发生事故，至使一名出租车驾驶员死亡。3月28日，椒江法院在二审中以交通肇事罪判处陈明月有期徒刑四年六个月。

## 简介
交通肇事前陈明月系浙江省知名模特儿，曾经因为台州普通话、出位的表演和露骨的语言引发非议，在台州市被称为“台州一姐”。

### 酒驾撞人事件
2012年1月24日（农历正月初二）凌晨一点多，陈明月因为被电视台聘用而兴奋地举办了庆功宴火锅酒会，宴会过后，陈明月驾驶着一辆车牌号码为浙J2919X的红色宝马车320，在椒江区星明路椒江五中附近，飞车撞向一辆出租车，出租车被撞向一辆大货车尾部，出租车司机当场昏迷，经过抢救无效而死亡。事发后，陈明月并没有报警，而是选择逃窜。事故都是半个小时后的过路人报警，因此导致司机失去了最佳抢救时间。事故一个小时后，浙江警方根据车牌等信息在一个酒店内抓获了犯罪嫌疑人陈明月，当时陈明月尚全身酒气，经酒精测试确定为酒后驾驶。

## 评价
陈明月因其美貌和开放一度经常现身于文化界、娱乐界和体育界，曾经因为出位的表演和露骨的语言引发褒贬不一的评论。

### 正面评价
陈明月的酒驾事件后，网友“haoxinren1”怜惜说：“可怜可惜可恨，本来马上就能去电视台上班了。”

### 负面评价
陈明月的酒驾事件后，台州民警表示：“陈明月喝酒肇事的事实已经存在，如果到时调查结果显示是她负事故主要责任，以及真有逃逸不报警导致伤员死亡的情节，那她难逃刑事责任。”
陈明月的酒驾事件后，网友“走吧，张小砚”含蓄地批评：“乐极生悲，‘台州酒驾形象大使’隆重登场。”
陈明月的酒驾事件后，网友“余大海”直接批评说：“身为名人，重要的是要有良心和公德心。”